# Nawara Negm
 (décembre 2014).
Nawara Ahmed Fouad Negm (en arabe نوارة نجم), née au Caire en octobre 1973, est une journaliste, militante des droits de l'homme et blogueuse égyptienne. Elle est la fille du poète socialiste Ahmed Fouad Negm et de la journaliste et penseuse à tendance islamique Safinaz Kazem. Après avoir obtenu une licence en langue et littérature anglaises à l'Université d'Aïn Chams au Caire, elle travaille comme traductrice et éditrice pour la télévision égyptienne. Elle blogue en langue arabe. Son blog, Gabhet El-Tahyees El-Chaabeyya (le front populaire pour le sarcasme), associe ironie et amertume.  Le but : extérioriser la colère de la jeune génération face aux conditions opprimantes et aux pressions quotidiennes. Tahyees est, en effet, un terme courant utilisé par les jeunes, et qui signifie aller jusqu’au bout de l’ironie.
Son premier livre, une collection d'articles, a été publié en 2009 sous le titre d'Esh Arrih ('Nid sur le Vent', Arabe: عش عالريح). Son deuxième ouvrage, un livre collectif exclusivement écrit par des femmes sous le titre d'Ana Ontha ('Je suis une femme', Arabe: أنا أنثى), a été publié la même année.
Elle est active et radicale dans la lutte anti-israélienne et demande la rupture des Accords de Camp David par l’Égypte en novembre 2014[réf. nécessaire].

## Carrière
Nawara Negm a franchi le seuil du journalisme en 1992 durant sa première année à la faculté de lettres. Elle était stagiaire à Al-Shabab (les jeunes), un magazine mensuel du groupe de presse Al-Ahram, puis elle a collaboré avec d’autres publications d’Al-Ahram comme Al-Ahram Weekly (un hebdomadaire d’expression anglaise) et Nesf Al-Dounia (un magazine hebdomadaire pour femmes) avant qu'elle est partie pour explorer le journalisme sur d’autres terrains, comme Al-Wafd (journal d'opposition), Al-Ahaly, Al-Héloua et Al-Qahira.
Actuellement, Nawara Negm écrit une colonne[pas clair] humoristique quotidienne sous le titre d'Idhak Maa Al-Shaab ('rire avec le peuple', Arabe : اضحك مع الشعب) pour le quotidien égyptien Al-Dostour.

## Livres
- 'Esh Arrih ('Nid sur le Vent', Arabe: عش عالريح)
- 'Ana Ontha ('Je suis une femme', Arabe: أنا أنثى), coauteur

## Blocage de son blog
En novembre 2008, le blog de Nawara Negm, Gabhet El-Tahyees El-Chaabeyya, a été bloqué par Blogger.